# Hinges
Hinges est une commune française située dans le département du Pas-de-Calais en région Hauts-de-France. Ses habitants sont appelés les Hingeois.
La commune fait partie de la communauté d'agglomération de Béthune-Bruay, Artois-Lys Romane qui regroupe 100 communes et compte 275 327 habitants en 2021.

## Géographie

### Localisation
Localisée dans l'est du département du Pas-de-Calais, Hinges est une commune traversée par le canal d'Aire à la Bassée et située, à vol d'oiseau, à 4 km au nord de la commune de Béthune (chef-lieu d'arrondissement).
Le territoire de la commune est limitrophe de ceux de sept communes.
Les communes limitrophes sont Calonne-sur-la-Lys, Lestrem, Locon, Mont-Bernanchon, Vendin-lès-Béthune, Annezin et Gonnehem.

### Géologie et relief
La superficie de la commune est de 8,31 km2 ; son altitude varie de 16  à   47 m.

### Hydrographie
Le territoire de la commune est situé dans le bassin Artois-Picardie.
La commune est traversée par trois cours d'eau :
- le canal d'Aire à la Bassée, canal navigable de 39 km, qui prend sa source dans la commune de Bauvin et se jette dans La Lys au niveau de la commune d'Aire-sur-la-Lys[4].
- le Turbeauté 1, d'une longueur de 10,36 km[5] ;
- le courant d'hannebecque, cours d'eau naturel de 3 km, qui prend sa source dans la commune et se jette dans le Grand Nocq, au niveau de la commune de Mont-Bernanchon[6] ;
- un cours d'eau au toponyme hydrographique inconnu[7].

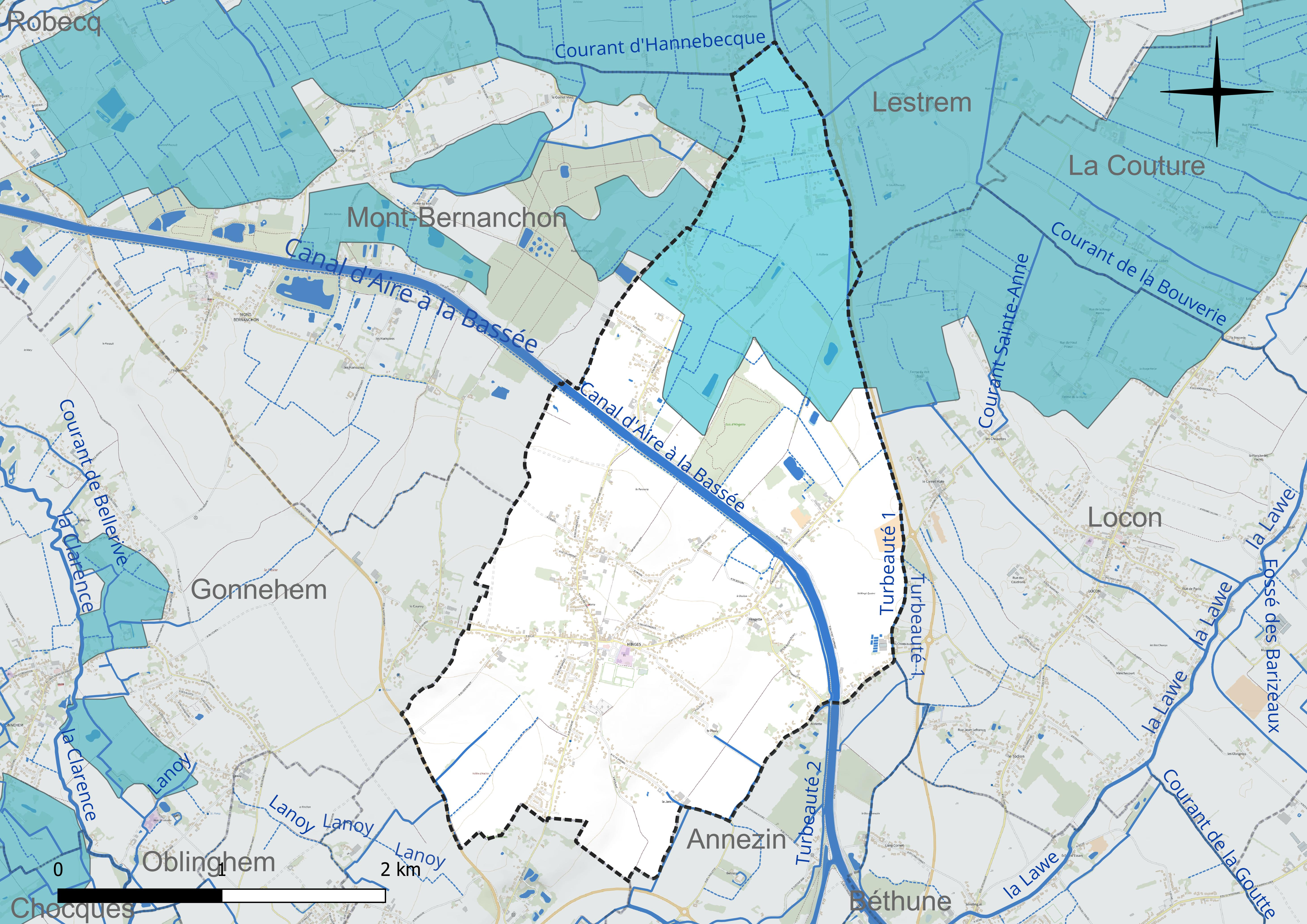
Réseau hydrographique d'Hinges.

### Climat
Pour des articles plus généraux, voir Climat des Hauts-de-France et Climat du Pas-de-Calais.
En 2010, le climat de la commune est de type climat océanique dégradé des plaines du Centre et du Nord, selon une étude du CNRS s'appuyant sur une série de données couvrant la période 1971-2000. En 2020, Météo-France publie une typologie des climats de la France métropolitaine dans laquelle la commune est exposée à un climat océanique et est dans la région climatique Côtes de la Manche orientale, caractérisée par un faible ensoleillement (1 550 h/an) ; forte humidité de l’air (plus de 20 h/jour avec humidité relative > 80 % en hiver), vents forts fréquents.
Pour la période 1971-2000, la température annuelle moyenne est de 10,5 °C, avec une amplitude thermique annuelle de 14,1 °C. Le cumul annuel moyen de précipitations est de 718 mm, avec 12 jours de précipitations en janvier et 8,8 jours en juillet. Pour la période 1991-2020, la température moyenne annuelle observée sur la station météorologique la plus proche, située sur la commune de Lillers à 10 km à vol d'oiseau, est de 11,1 °C et le cumul annuel moyen de précipitations est de 731,5 mm,. Pour l'avenir, les paramètres climatiques de la commune estimés pour 2050 selon différents scénarios d'émission de gaz à effet de serre sont consultables sur un site dédié publié par Météo-France en novembre 2022.

### Milieux naturels et biodiversité

#### Espèces faunistiques et floristiques
L’Inventaire national du patrimoine naturel (INPN) recense plusieurs espèces faunistiques et floristiques sur le territoire de la commune dont certaines sont protégées et d’autres menacées et quasi-menacées.

## Urbanisme

### Typologie
Au 1er janvier 2024, Hinges est catégorisée commune rurale à habitat dispersé, selon la nouvelle grille communale de densité à sept niveaux définie par l'Insee en 2022.
Elle appartient à l'unité urbaine de Béthune, une agglomération inter-départementale regroupant 94  communes, dont elle est une commune de la banlieue,,. Par ailleurs la commune fait partie de l'aire d'attraction de Béthune, dont elle est une commune de la couronne,. Cette aire, qui regroupe 23 communes, est catégorisée dans les aires de 50 000 à moins de 200 000 habitants,.

### Occupation des sols
L'occupation des sols de la commune, telle qu'elle ressort de la base de données européenne d’occupation biophysique des sols Corine Land Cover (CLC), est marquée par l'importance des territoires agricoles (81 % en 2018), en diminution par rapport à 1990 (87,1 %). La répartition détaillée en 2018 est la suivante : 
terres arables (63,7 %), zones urbanisées (19 %), prairies (17,2 %). L'évolution de l’occupation des sols de la commune et de ses infrastructures peut être observée sur les différentes représentations cartographiques du territoire : la carte de Cassini (XVIIIe siècle), la carte d'état-major (1820-1866) et les cartes ou photos aériennes de l'IGN pour la période actuelle (1950 à aujourd'hui).

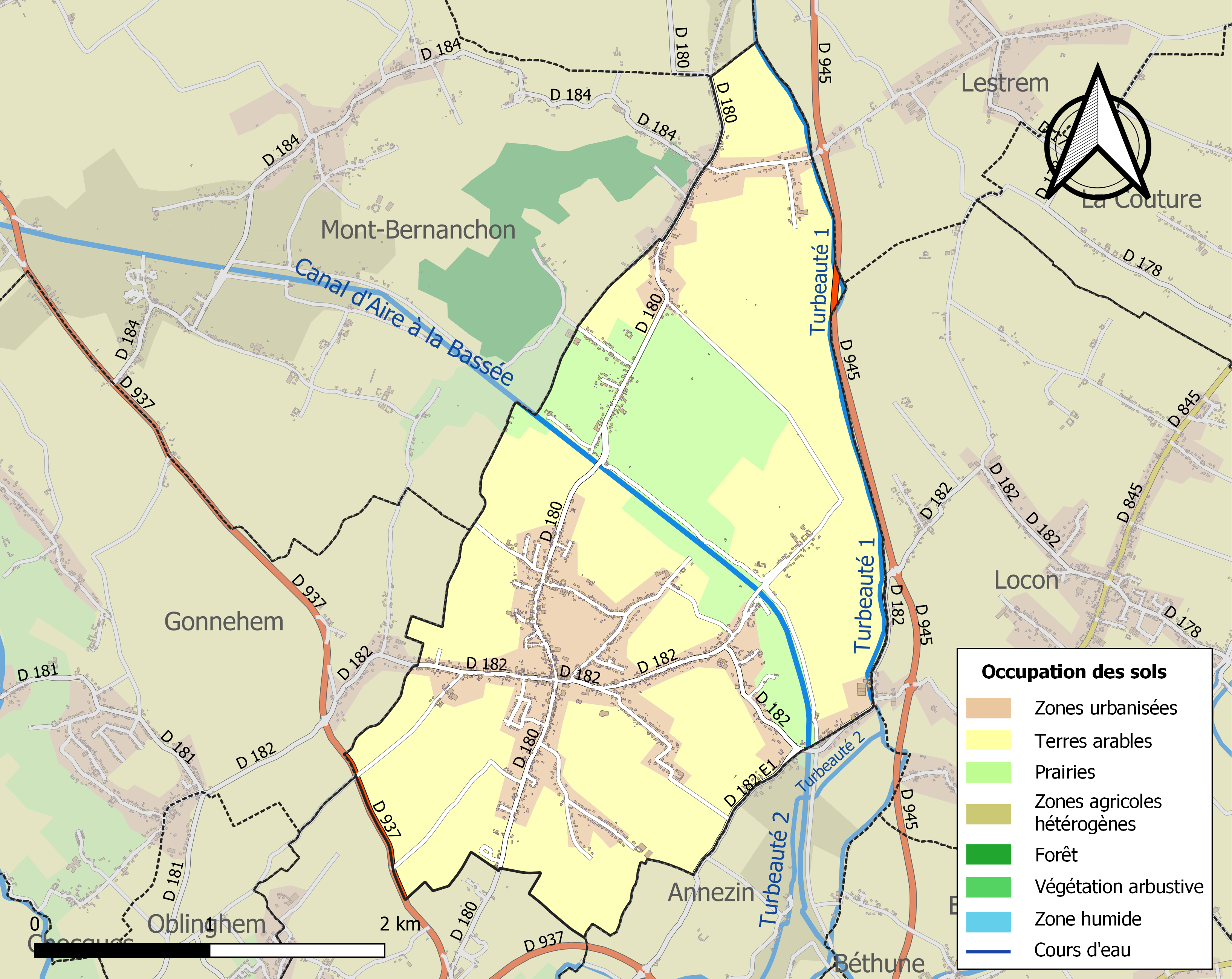
Carte des infrastructures et de l'occupation des sols de la commune en 2018 (CLC).

## Toponymie
Le nom de la localité est attesté sous les formes Hinges en 1194 (cart. de Saint-Barthélemy, n° 10), Hinghes au XIIIe siècle (chap. de Saint-Barthél., c. i), Hingues en 1469 (Arch. nat., J. 1003, f° 13 r°), Hainges en 1741 (Arch. nat., Q1. 907), Hinge au XVIIIe siècle (Cass.).
Toponyme germanique, pluriel de hangi « pente », Hinges occupe le sommet d'une colline.

## Histoire
Avant la Révolution française, Hinges était le siège d'une seigneurie. Elle a été érigée en baronnie sous le nom de baronnie Dupire par lettres données à Versailles en juin 1696. La terre d'Hinges était mouvante et relevante du roi à cause du château de Lens. Elle consistait en rentes foncières, argent, chapons, blé, droits casuels, lots et ventes. Plusieurs fiefs nobles sont mouvants de la dite terre et seigneurie qui a justice vicomtière et basse justice (justice seigneuriale), étant fondateur et seigneur de l'église du lieu.

### Famille Dupire
La famille Dupire est étroitement liée à Hinges : la seigneurie d'Hinges a été érigée en baronnie en 1696 sous le nom de baronnie Dupire, en considération des services des différents membres de la famille. On trouve ainsi :
- Antoine Dupire, écuyer, seigneur de Prelle[23].
- Hector Dupire, écuyer, fils d'Antoine, seigneur de Prelle, est l'époux de Guillemette de Lancotte, à la suite d'un contrat de mariage du 3 mai 1537[23].
- Jean Dupire, écuyer, fils d'Hector, seigneur du lieu, a épousé par contrat du 18 décembre 1580, Marie Fournier.
- Jacques Dupire, écuyer, fils de Jean, seigneur de La Montoy, et de Tourlingthun (sur l'actuelle Wirwignies) est devenu le mari de dame Louise Delelé par contrat de mariage du 17 février 1629. Il a été tué au siège de Corbie au début de l'année 1636[23].
- Alexandre Dupire, écuyer, fils de Jacques, seigneur de Tourlingthun, Hinges, La Montoy et Montignie est fait baron d'Hinges en 1696. Il s'est marié par contrat du 23 octobre 1664 avec dame Marguerite Thérèse Fourdin. Il est capitaine d'infanterie dans le régiment de Pressau. Il a trois fils qui vont s'engager dans les armes au service de leur roi. Il commande le second bataillon du régiment royal-infanterie de vaisseaux le 26 février 1689. Deux de ses enfants ont été lieutenants de dragons dans le régiment de Sailly et le troisième a été cornette dans le dit régiment[23].
- Nicolas Alexandre Dupire, fils d'Alexandre, seigneur d'Hinges, Tourlingthun, Montignie, Courtaubus et Dulieu, ci-devant capitaine, aide-major du régiment de dragons de Sailly. A commencé sa carrière avec ses frères au service du roi, en étant à peine en âge de porter les armes, dans la compagnie des gentilshommes de Brisack en 1684. Il y sert jusqu'en 1687. Il a été honoré d'une sous-lieutenance dans le second bataillon du régiment royal-infanterie de vaisseaux. En cette qualité, il sert en Allemagne en 1688, dans l'armée du Dauphin. Il sert dans le régiment de Sailly et participe aux campagnes de 1689 dans les vallées de Luzerne et de Saint-Martin en Piémont contre les Vaudois et dans l'armée du Piémont en 1690. A été dangereusement blessé le même jour que ses frères  en défendant le poste de Berqueros qui était le passage de Pignerol à Luzerne. Lors de cette même campagne, il a été fait aide-major du régiment. Il a participé à plusieurs faits d'armes, dont le siège de Villefranche en Piémont, le bombardement de Liège, la bataille de Steinquerque, le siège de Namur, le bombardement de Charleroi, et en dernier lieu le siège de Furnes. Lors de ce dernier, il a assuré la charge de major-général de dragons de l'armée avec satisfaction du maréchal Louis François de Boufflers. il a alors été honoré de la charge de grand-bailli de Béthune[23].
- Claude François Dupire, fils d'Alexandre, seigneur d'Hinges et La Montoy, capitaine de dragons dans le régiment de Sailly. A commencé sa carrière avec ses frères au service du roi , en étant à peine en âge de porter les armes, dans la compagnie des gentilshommes de Brisack en 1684. Il y sert jusqu'en 1687. Il a été honoré d'une sous-lieutenance dans le second bataillon du régiment royal-infanterie de vaisseaux. En cette qualité, il sert en Allemagne en 1688, dans l'armée du Dauphin. Il sert dans le régiment de Sailly et participe aux campagnes de 1689 dans les vallées de Luzerne et de Saint-Martin en Piémont contre les Vaudois et dans l'armée du Piémont en 1690. A été dangereusement blessé le même jour que ses frères en défendant le poste de Berqueros qui était le passage de Pignerol à Luzerne. Il a été fait capitaine du régiment de Sailly. Il a participé à plusieurs campagnes dont le siège de Villefranche en Piémont, le bombardement de Liège, la bataille de Steinquerque, le siège de Namur, le bombardement de Charleroi , et en dernier lieu le siège de Furnes. il continue de servicr dans la régiment de Sailly en qualité de capitaine, suivant le certificat du marquis de Sailly, maréchal de camp, colonel dudit régiment de dragons en date du 28 janvier 1698[23].
- Jacques Alexandre Dupire, fils d'Alexandre. A commencé sa carrière avec ses frères au service du roi , en étant à peine en âge de porter les armes, dans la compagnie des gentilshommes de Brisack en 1684. Il y sert jusqu'en 1687. Il a été honoré d'une sous-lieutenance dans le second bataillon du régiment royal-infanterie de vaisseaux. En cette qualité, il sert en Allemagne en 1688, dans l'armée du Dauphin. Il sert dans le régiment de Sailly et participe aux campagnes de 1689 dans les vallées de Luzerne et de Saint-Martin en Piémont contre les Vaudois et dans l'armée du Piémont en 1690. A été dangereusement blessé le même jour que ses frères  en défendant le poste de Berqueros qui était le passage de Pignerol à Luzerne. Jacques Alexandre guéri, était membre d'un détachement commandé par le marquis de Molac, mestre de camp de cavalerie, pour aller brûler Ruiolt, a été tué au retour de cette campagne[23].
- Pour se distinguer de la famille de Charles Dupire, écuyer, seigneur du Buisson et de La Brayette, les barons Dupire (Alexandre, ses successeurs et ayant-cause et les successeurs d'iceux en légitime mariage pourront ajouter  à leurs armesd eux licornes (portant bannières) pareilles au cimier de leurs armes[23].

### Château d'Hinges et son parc
En 1851, en plein centre d'Hinges est érigé sur la colline un château, entouré d'un parc de quatorze hectares environ.
Dans ce parc, on trouvait plusieurs pièces d'eau reliées entre-elles par des cascades. On pouvait y pêcher la carpe, le gardon et autres espèces de poissons. Aussi, on pouvait y pratiquer la chasse notamment dans la partie boisée où il pouvait y avoir des lièvres, des bécasses etc. Le parc du château faisait le délice des promeneurs et des familles avec ses bancs mis à disposition et sa végétation verdoyante qui permettait de créer des allées ombragées pour prendre le repas sans craindre le soleil durant les beaux-jours.
Mais de cette propriété, on retient principalement sa tour qui servait de pavillon de chasse pour le tir aux oiseaux. Aujourd'hui, cette tour reste le seul vestige épargné lors de la Première Guerre mondiale et reste visible parmi la végétation en passant par la rue du Plouy. En effet, lors de ce conflit, le château était un lieu stratégique dans la commune puisqu'il était utilisé comme quartier général par certains corps britanniques. C'est notamment pour cela qu'en 1918, le centre du village est défiguré par les bombardements et le château est particulièrement touché au point d'en sortir totalement en ruines.

### Première Guerre mondiale
La commune est décorée de la croix de guerre 1914-1918 par décret du 25 septembre 1920, distinction également attribuée à 276 autres communes du Pas-de-Calais.

### Seconde Guerre mondiale
Au début de la Seconde Guerre mondiale, au cours de la bataille de France, le 24 mai 1940, dix civils, âgés de 26 à 53 ans, sont exécutés par l'armée allemande, au bord d'un trou d'obus datant de la guerre précédente et ils y sont enterrés.
Le 25 mai 1940, deux des éléments de la SS Totenkopf qui ont abattu dix otages la veille, vont exécuter un autre civil du village. Alors que la boulangerie Dufour-Rocourt n'a plus de pains à la suite de l'afflux de réfugiés venant du Nord, une cliente ne croit pas la boulangère et fait venir les deux soldats allemands. Les SS fouillent la boutique et trouvent trois pains. Ils s'en prennent au père de la boulangère qui déclare être un réfugié mais la cliente dénonciatrice confirme devant les Allemands que l'homme est bien de la famille de la commerçante. Les soldats entraînent l'homme dans une prairie et l'exécutent. La dénonciatrice, elle, est arrêtée et condamnée à la Libération[réf. nécessaire].

## Politique et administration

### Découpage territorial
La commune se trouve dans l'arrondissement de Béthune du département du Pas-de-Calais.

#### Commune et intercommunalités
La commune est membre de la communauté d'agglomération de Béthune-Bruay, Artois-Lys Romane.

#### Circonscriptions administratives
La commune est rattachée au canton de Beuvry.

#### Circonscriptions électorales
Pour l'élection des députés, la commune fait partie de la neuvième circonscription du Pas-de-Calais.

### Élections municipales et communautaires

#### Liste des maires
| Période                                  | Période                    | Identité         | Étiquette | Qualité                                                                                      |
| ---------------------------------------- | -------------------------- | ---------------- | --------- | -------------------------------------------------------------------------------------------- |
| Les données manquantes sont à compléter. |                            |                  |           |                                                                                              |
| mai 1925                                 | mai 1953                   | François Dufour  |           |                                                                                              |
| mai 1953                                 | mars 1959                  | Émile Morel      |           |                                                                                              |
| mars 1959                                | mars 1965                  | Francois Lamiaux |           |                                                                                              |
| mars 1965                                | mars 1977                  | Jean Topart      | PS        |                                                                                              |
| mars 1977                                | mars 2014                  | André Delory     | PS        | Directeur de caisse d'épargne Conseiller général de Béthune-Est (1998 → 2004)                |
| mars 2014                                | En cours (au 23 mars 2022) | Corinne Laversin | PS        | Professeure de sciences économiques sociales et politiques, Réélue pour le mandat 2020-2026, |

## Population et société

### Démographie
Les habitants sont appelés les Hingeois.

#### Évolution démographique
L'évolution du nombre d'habitants est connue à travers les recensements de la population effectués dans la commune depuis 1793. Pour les communes de moins de 10 000 habitants, une enquête de recensement portant sur toute la population est réalisée tous les cinq ans, les populations de référence des années intermédiaires étant quant à elles estimées par interpolation ou extrapolation. Pour la commune, le premier recensement exhaustif entrant dans le cadre du nouveau dispositif a été réalisé en 2004.

En 2022, la commune comptait 2 450 habitants, en évolution de −1,13 % par rapport à 2016 (Pas-de-Calais : −0,72 %, France hors Mayotte : +2,11 %).
| 1793  | 1800 | 1806 | 1821  | 1831  | 1836  | 1841  | 1846  | 1851  |
| ----- | ---- | ---- | ----- | ----- | ----- | ----- | ----- | ----- |
| 1 010 | 903  | 925  | 1 011 | 1 055 | 1 078 | 1 077 | 1 027 | 1 056 |

| 1856  | 1861  | 1866  | 1872  | 1876  | 1881  | 1886  | 1891  | 1896  |
| ----- | ----- | ----- | ----- | ----- | ----- | ----- | ----- | ----- |
| 1 061 | 1 066 | 1 078 | 1 061 | 1 080 | 1 043 | 1 097 | 1 122 | 1 084 |

| 1901  | 1906  | 1911  | 1921 | 1926 | 1931  | 1936  | 1946  | 1954  |
| ----- | ----- | ----- | ---- | ---- | ----- | ----- | ----- | ----- |
| 1 100 | 1 090 | 1 045 | 861  | 997  | 1 035 | 1 076 | 1 067 | 1 137 |

| 1962  | 1968  | 1975  | 1982  | 1990  | 1999  | 2004  | 2006  | 2009  |
| ----- | ----- | ----- | ----- | ----- | ----- | ----- | ----- | ----- |
| 1 259 | 1 320 | 1 365 | 1 542 | 1 856 | 2 003 | 2 172 | 2 154 | 2 211 |

| 2014  | 2019  | 2022  | - | - | - | - | - | - |
| ----- | ----- | ----- | - | - | - | - | - | - |
| 2 410 | 2 400 | 2 450 | - | - | - | - | - | - |

#### Pyramide des âges
En 2018, le taux de personnes d'un âge inférieur à 30 ans s'élève à 32,0 %, soit en dessous de la moyenne départementale (36,7 %). De même, le taux de personnes d'âge supérieur à 60 ans est de 24,4 % la même année, alors qu'il est de 24,9 % au niveau départemental.
En 2018, la commune comptait 1 196 hommes pour 1 230 femmes, soit un taux de 50,70 % de femmes, légèrement inférieur au taux départemental (51,50 %).
Les pyramides des âges de la commune et du département s'établissent comme suit.
| Hommes | Classe d’âge | Femmes |
| ------ | ------------ | ------ |
| 0,2    | 90 ou +      | 1,2    |
| 5,2    | 75-89 ans    | 6,1    |
| 17,1   | 60-74 ans    | 19,0   |
| 26,8   | 45-59 ans    | 24,0   |
| 17,7   | 30-44 ans    | 18,6   |
| 15,0   | 15-29 ans    | 13,1   |
| 18,0   | 0-14 ans     | 18,1   |

| Hommes | Classe d’âge | Femmes |
| ------ | ------------ | ------ |
| 0,5    | 90 ou +      | 1,6    |
| 5,6    | 75-89 ans    | 8,9    |
| 16,7   | 60-74 ans    | 18,1   |
| 20,2   | 45-59 ans    | 19,2   |
| 18,9   | 30-44 ans    | 18,1   |
| 18,2   | 15-29 ans    | 16,2   |
| 19,9   | 0-14 ans     | 17,9   |

## Culture locale et patrimoine

### Lieux et monuments
- Les deux cimetières militaires du Commonwealth de la Première Guerre mondiale :
  - Hinges Military Cemetery ;
  - Le Vertannoy British Cemetery.
- L'église Sainte-Marguerite.
- Le monument aux morts[42].
- Les deux bornes commémoratives élevées par le gouvernement portugais à l’endroit où fut repoussé l’armée allemande en avril 1918. Au total, sept bornes sont élevées : à Saint-Floris, à Mont-Bernanchon, à Robecq, Essars, Beuvry-le-Hamel[43].
- La tour du château

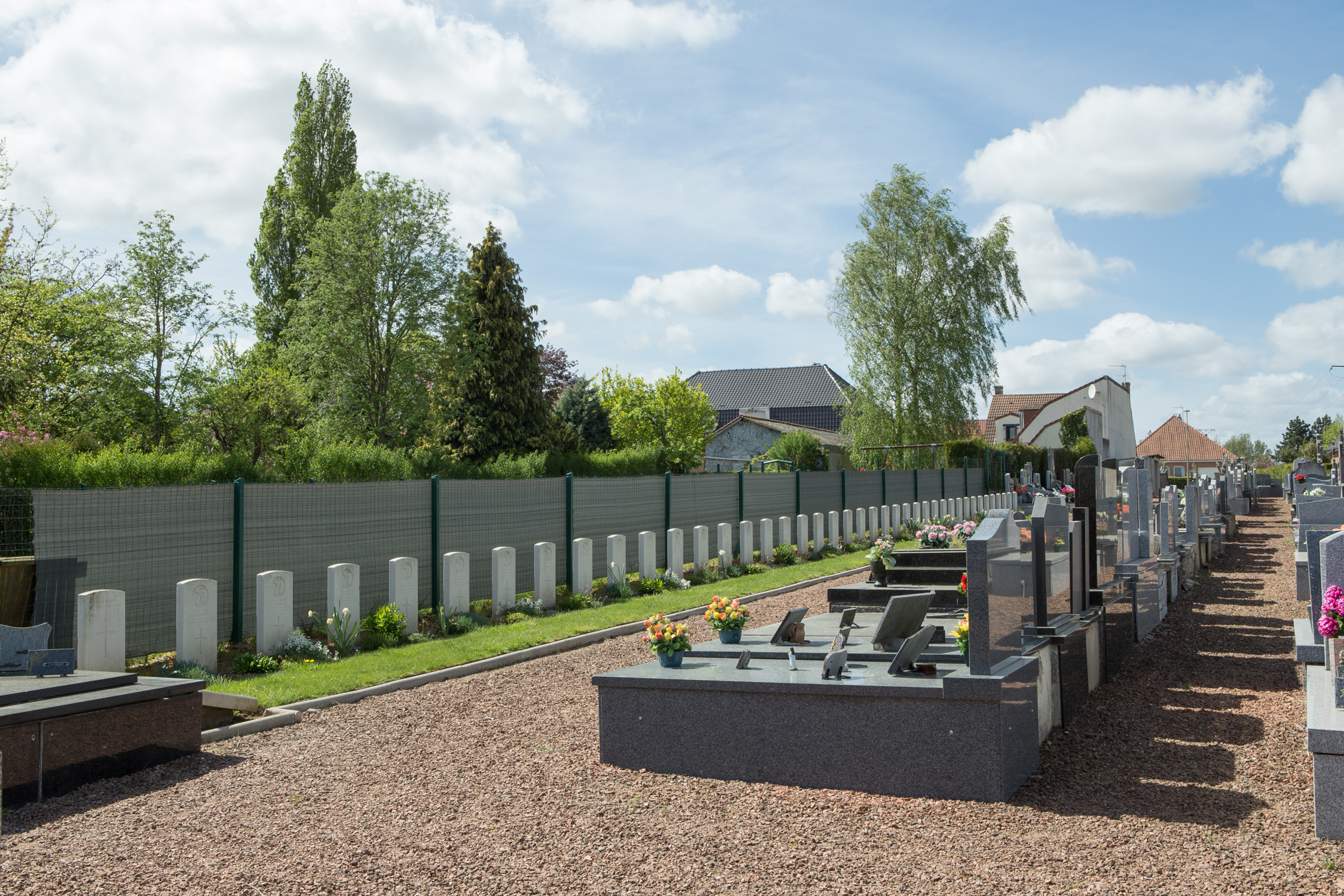
Le cimetière de la commune.
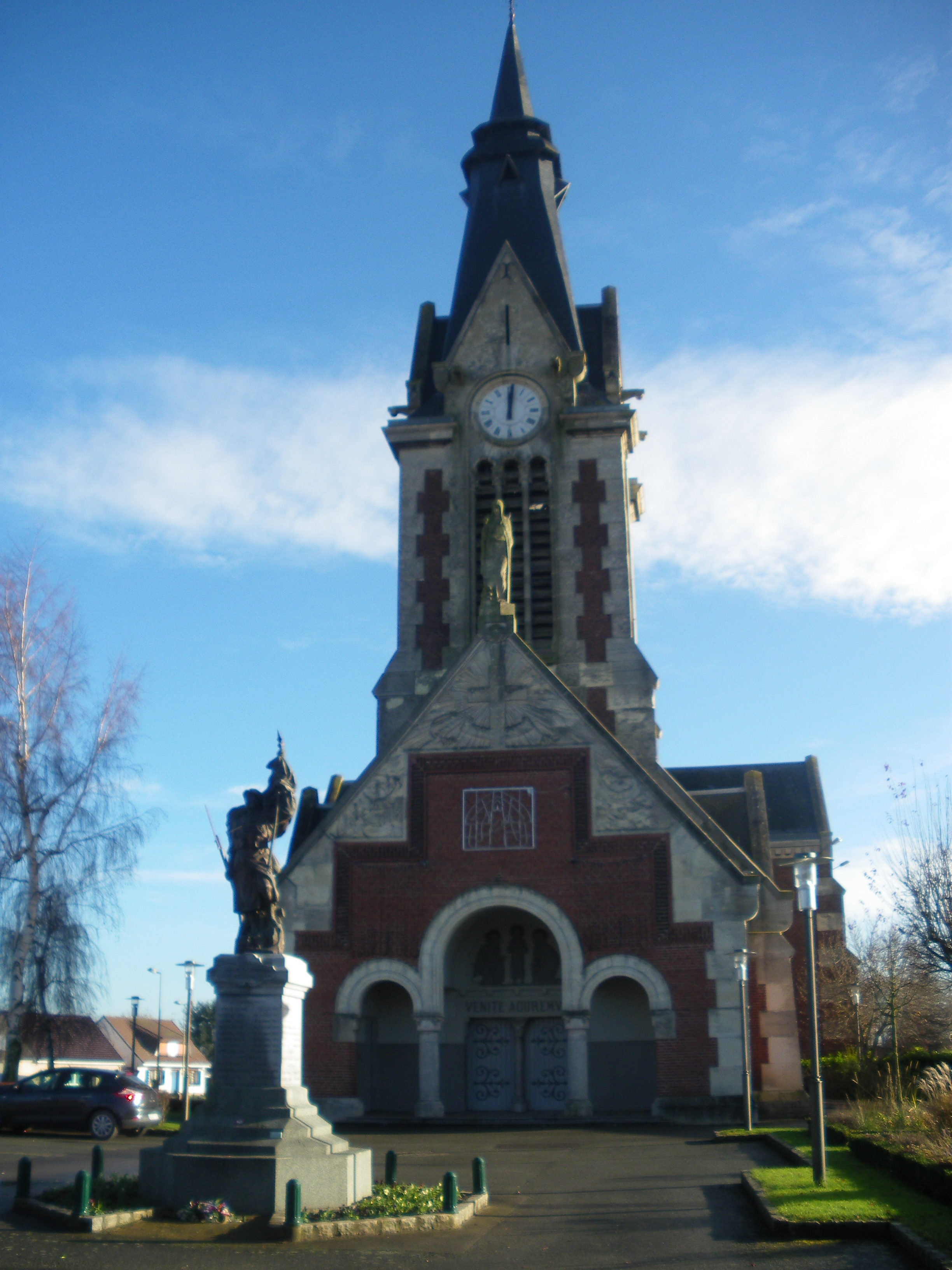
Le monument aux morts et l'église.

### Personnalités liées à la commune
- Philippe Debureau (1960-), handballeur, né à Hinges.

### Héraldique
|  | Les armes de la ville se blasonnent ainsi : D'azur à la fleur de lis d'or en pointe surmontée de deux étoiles du même; au chef d'or chargé d'une étoile d'azur. |

## Pour approfondir

#### Bases de données, dictionnaires et encyclopédies
- Ressources relatives à la géographie :   - Insee (communes)
  - Ldh/EHESS/Cassini
- Ressource relative à plusieurs domaines :   - Annuaire du service public français
- Notices d'autorité :   - BnF (données)
  - IdRef